# Актинометр

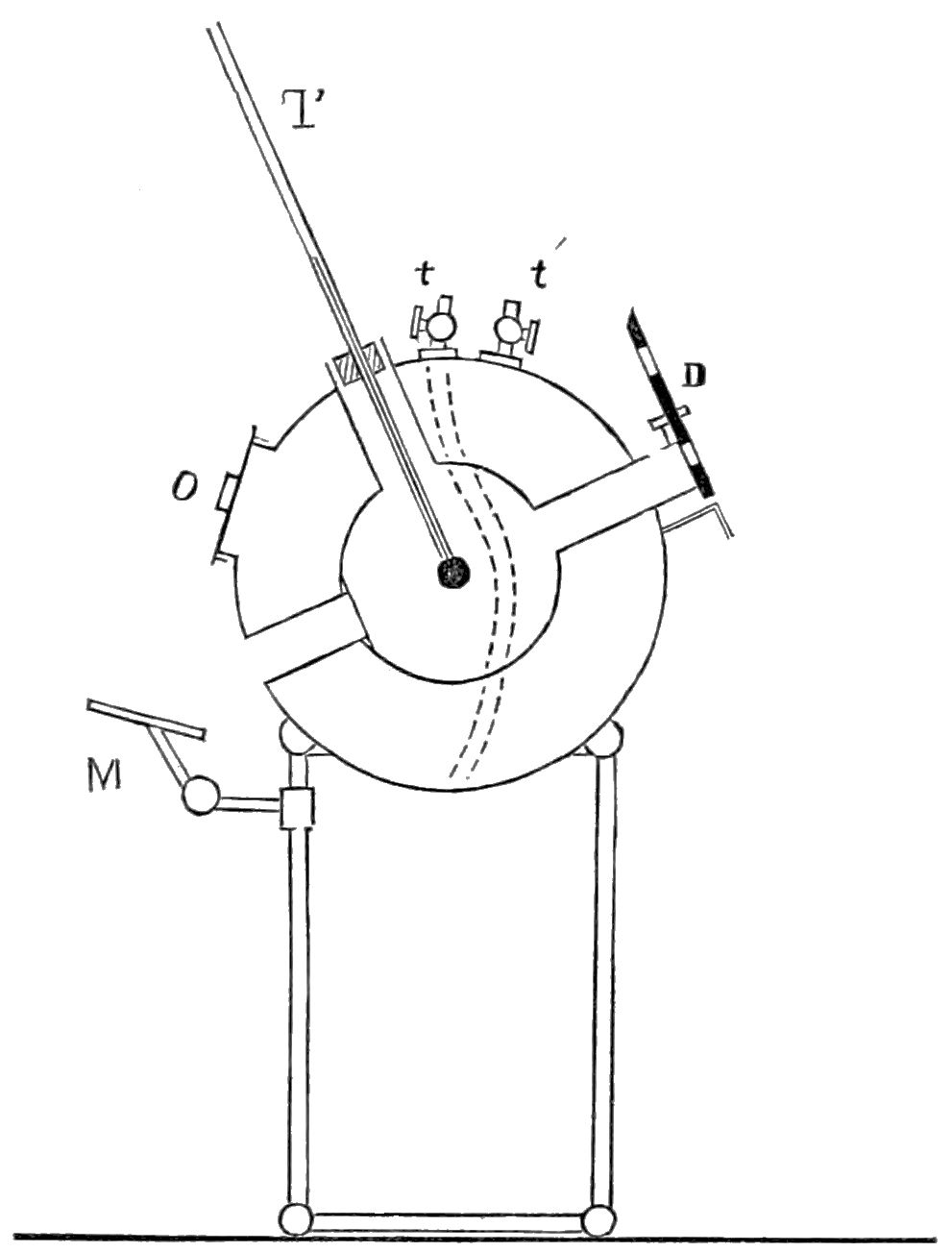
Актинометр Жуль Віоль

Актино́метр (грец. ακτίς — промінь, μέτρον — міра) — прилад для вимірювання прямої сонячної радіації.

## Загальний опис
Принцип дії ґрунтується на поглинанні енергії випромінювання чутливим елементом, перетворенні цієї енергії в теплову і вимірюванні різниці температур. Актинометр є відносним приладом, на відміну від абсолютних — піргеліометрів, оскільки дані про інтенсивність випромінювання отримують на основі різних явищ, які супроводжують нагрівання.
Актинометрія — метод визначення числа фотонів, випромінюваних з джерела світла, за допомогою актинометра.

## Історія
В 1834 році Гершель винайшов інструмент для вимірювання нагрівальної сили сонячних променів, і назвав його актинометром.